# Episodi di Teneramente Licia

Logo della serie

Questa è la lista degli episodi della serie televisiva Teneramente Licia, formata da un totale di 39 episodi e trasmessa su Italia 1 nel 1987.
La serie è attualmente visibile su Mediaset Infinity.
| Nº | Titolo                                      | Prima TV          |
| -- | ------------------------------------------- | ----------------- |
| 1  | Ben tornati!                                | 28 settembre 1987 |
| 2  | Chi fa da sé fa per tre                     | 30 settembre 1987 |
| 3  | Pensaci Licia                               | 2 ottobre 1987    |
| 4  | Chissà, però.                               | 5 ottobre 1987    |
| 5  | In due si canta meglio                      | 7 ottobre 1987    |
| 6  | Mirko Bee Hive - Licia Bee Hive - Andrea... | 9 ottobre 1987    |
| 7  | Operazione Casablanca                       | 12 ottobre 1987   |
| 8  | Che succede in sala prove?                  | 14 ottobre 1987   |
| 9  | C'è qualcosa che non va                     | 16 ottobre 1987   |
| 10 | La cena è servita in tavola                 | 19 ottobre 1987   |
| 11 | Tutti al lago                               | 21 ottobre 1987   |
| 12 | Chi non nuota si spezza                     | 23 ottobre 1987   |
| 13 | Un manager per tutti                        | 26 ottobre 1987   |
| 14 | Guai in vista                               | 28 ottobre 1987   |
| 15 | Mamma che disastro!                         | 30 ottobre 1987   |
| 16 | Scivolando scivolando                       | 2 novembre 1987   |
| 17 | Quel campione di Marrabbio                  | 4 novembre 1987   |
| 18 | Le rovine del Mambo                         | 6 novembre 1987   |
| 19 | Lontana dagli occhi vicina al mio cuore     | 9 novembre 1987   |
| 20 | A scuola!                                   | 11 novembre 1987  |
| 21 | Una cena per Anna                           | 13 novembre 1987  |
| 22 | Poveri musicisti e... poveri bugiardi!      | 16 novembre 1987  |
| 23 | Mambo International                         | 18 novembre 1987  |
| 24 | Magia al Mambo                              | 20 novembre 1987  |
| 25 | Un campione di nome Paul                    | 23 novembre 1987  |
| 26 | Attenta Marika!                             | 25 novembre 1987  |
| 27 | Bentornata Hildegard                        | 27 novembre 1987  |
| 28 | Marrabbio e Ballini - Lontani e vicini      | 30 novembre 1987  |
| 29 | Marrabbio ritenta                           | 2 dicembre 1987   |
| 30 | Un anatroccolo di nome Hildegard            | 4 dicembre 1987   |
| 31 | Una pace non fatta                          | 7 dicembre 1987   |
| 32 | Che spettacolo!                             | 9 dicembre 1987   |
| 33 | Qual'è la mia parte? (sic)                  | 11 dicembre 1987  |
| 34 | Marrabbio si dichiara                       | 14 dicembre 1987  |
| 35 | Mary chi ti ama?                            | 16 dicembre 1987  |
| 36 | Vendetta, tremenda vendetta                 | 18 dicembre 1987  |
| 37 | Una freccia nel cuore di Mike               | 21 dicembre 1987  |
| 38 | Che capricci, Marrabbio!                    | 23 dicembre 1987  |
| 39 | Buon Natale!                                | 25 dicembre 1987  |

## Ben tornati!
- Prima TV: 28 settembre 1987

Mirko e Licia tornano dal loro viaggio di nozze, durato un mese. In questo periodo Matt e Steve hanno lasciato il complesso dei Bee Hive per andare in una caserma militare e sono perciò stati sostituiti rispettivamente da due ragazzi di nome Mike (il cugino di Matt) e Jim, che sono andati a vivere in quella che un tempo era la casa di Steve e Matt. I due non sembrano però essere molto in sintonia, infatti a Jim piace la tranquillità, mentre Mike sembra essere il suo esatto opposto. Jack inoltre è preoccupato perché anche Tony ha lasciato il complesso per seguire Manuela, che ha trovato lavoro fuori città, e non riesce a trovare un sostituto. Si presenta quindi da lui un fattorino di nome Paul, che si offre di diventare il nuovo chitarrista. Jack inizialmente gli dice di non poter far entrare nei Bee Hive la prima persona che capita, ma cambia immediatamente idea quando lo sente suonare la chitarra. Più tardi Mirko porta Licia e Andrea in una nuova casa che ha comprato per loro tre.
- Canzoni: Solo sono io, Se penso a te.

## Chi fa da sé fa per tre
- Prima TV: 30 settembre 1987

Mirko, Licia e Andrea si sono stabiliti nella casa nuova, mentre Jim continua a non sopportare Mike per le sue abitudini, pur essendo costretto a viverci insieme. Dato che Satomi non si convince a sposarsi con Marika, quest'ultima decide quindi una volta per tutte di pensare a qualche metodo per costringerlo a chiederle di sposarlo. Quella sera Andrea va a dormire da Marrabbio, perciò Licia e Mirko possono cenare insieme.
- Canzoni: Scende la sera, Love You Are My Love, Nel tuo sorriso.

## Pensaci Licia
- Prima TV: 2 ottobre 1987

Jack pensa che per le nuove canzoni dei Bee Hive serva una voce femminile, così, dopo aver chiesto il parere dei membri del gruppo, Mary organizza dei provini per far entrare una donna nel gruppo. Nonostante ciò, tra quelle che si presentano nessuna sembra essere adatta. A quel punto in sala prove arriva Licia, e Jack comincia a pensare che lei sia perfetta come sesta Bee Hive, e le propone di entrare nel complesso come cantante, idea che piace anche al gruppo stesso. Licia però è restia dall'accettare la proposta, anche perché questo finirebbe per stravolgere la sua vita.
- Canzoni: Nel tuo sorriso, Solo sono io, Quando arrivi tu.

## Chissà, però.
- Prima TV: 5 ottobre 1987

Nonostante Mirko continui a esortare Licia a cantare per i Bee Hive, lei non ha ancora deciso definitivamente. Un giorno, mentre prova a cantare, Mirko l'ascolta, e riesce a convincerla ad andare in sala prove. Lì finalmente canta per il complesso, venendo acclamata da tutti. Marrabbio tuttavia non riesce ad accettare il fatto che sua figlia sia diventata un membro dei Bee Hive, rattristandosi parecchio. Tuttavia Andrea lo farà tornare felice ricordandogli che, ora che sia Licia sia Mirko dovranno stare via da casa per parecchio tempo, lui e Marrabbio potranno passare tutta la giornata insieme.
- Canzoni: Tante piccole cose fanno grande l'amore, Love You Are My Love, La poesia sei tu.

## In due si canta meglio
- Prima TV: 7 ottobre 1987

Dato che ora sia Mirko sia Licia fanno parte dei Bee Hive, anche Andrea vuole entrare al più presto nel gruppo, e perciò si esercita suonando un flauto che gli ha dato Grinta. Intanto Lauro e Nonno Sam capiscono che il vero motivo per cui Marrabbio ha permesso a Licia di entrare nel complesso è che così lui potrà avere più possibilità di stare vicino a Mary. Alla sala prove i Bee Hive si esercitano come sempre, ma notano tutti che Jack ha con Licia un comportamento molto più gentile rispetto a quello che riservava loro prima del suo arrivo, infatti le concede tranquillamente di andare al bar e poi di fare una pausa quando è stanca. Mary tuttavia è triste, perché ha scoperto che Vilfredo María se n'è andato, e stavolta probabilmente non tornerà più.
- Canzoni: Solo sono io, Amore mio.

## Mirko Bee Hive - Licia Bee Hive - Andrea...
- Prima TV: 9 ottobre 1987

Andrea continua a suonare il flauto, anche all'asilo, dando però fastidio a Grinta ed Elisa. Jack inoltre è molto stranito, poiché ogni volta che va in sala prove ci trova Paul, che a quanto pare arriva sempre prima di lui. Ciò gli sembra particolarmente strano dato che lui non dovrebbe avere le chiavi, oltre al fatto che un giorno vede che porta con sé uno spazzolino. Marrabbio viene a sapere che Vilfredo María se n'è andato, e decide di preparare delle fette di torta di mele ai Bee Hive e ai loro manager. In quella destinata a Mary ha inserito un biglietto in cui si dichiara a lei, tuttavia alla fine sarà Jack a mangiarlo, scambiandolo per uno scherzo di cattivo gusto.
- Canzoni: Tante piccole cose fanno grande l'amore, Un sogno aspetta noi.

## Operazione Casablanca
- Prima TV: 12 ottobre 1987

La faccenda di Paul si fa particolarmente strana quando i Bee Hive, appena arrivati in sala prove, lo trovano addormentato sul pavimento. Intanto al Mambo Nonno Sam e Lauro prendono in giro Marrabbio per la sua fissazione con Mary e lui decide allora di vedere quale sarebbe invece la reazione dei due nel caso in cui si dovessero innamorare. Decide quindi di indossare abiti femminili fingendosi una donna di nome Lola. Il suo piano ha successo, e i due finiscono per innamorarsene.
- Canzoni: Scende la sera, Se penso a te.

## Che succede in sala prove?
- Prima TV: 14 ottobre 1987

Sono passati esattamente tre mesi dal giorno del matrimonio tra Mirko e Licia e perciò loro due, credendo che l'altro l'abbia dimenticato, vorrebbero farsi un regalo. Anche Andrea se ne ricorda e vorrebbe regalare qualcosa ai due. Intanto in sala prove, prima che arrivino i Bee Hive e i manager, Paul è già presente e prima fa colazione lì, mentre poi tenta di fare il bucato, ma non fa in tempo per via dell'arrivo di Jack. Licia, Mirko e Andrea hanno tutti la stessa idea: comprare una cornice che hanno visto prima nella vetrina di un negozio. Di conseguenza, al momento dello scambio dei regali, si ritrovano ad averne tre identici, ma Licia ha un'idea: essendo in tre, utilizza le cornici per metterci una foto di ognuno di loro.
- Canzoni: Love You Are My Love, Quando arrivi tu.

## C'è qualcosa che non va
- Prima TV: 16 ottobre 1987

Il brutto rapporto tra Mike e Jim raggiunge il culmine, tanto che il batterista decide di andare via di casa, ma tornerà indietro quando vedrà Jim piangere. Questo perché il suddetto ha scoperto che Debora, la sua ragazza, l'ha lasciato perché si è innamorata di un altro. A quel punto Mike tenta di consolarlo, e i due avranno così l'occasione di appacificarsi e di diventare finalmente amici. Più tardi, in sala prove, Jack trova un intero set da barba dentro la grancassa della batteria, e successivamente Licia trova vari indumenti, oltre a uno spazzolino, un tubetto di dentifricio e un sacco a pelo. A quel punto Paul confessa di non avere una casa, lasciando così capire di aver passato le ultime notti lì in sala prove. A quel punto Jim gli offre di trasferirsi nell'appartamento suo e di Jim, e Paul accetta molto volentieri l'offerta.
- Canzoni: Scende la sera, La poesia sei tu.

## La cena è servita in tavola
- Prima TV: 19 ottobre 1987

Mike, Jim e Paul, che ora vivono insieme, si comportano fin troppo gentilmente l'un l'altro, arrivando a perdere parecchio tempo per decidere chi debba andare in bagno per primo, finendo con l'arrivare in ritardo in sala prove. Quel giorno Licia va al Mambo a invitare suo padre, Nonno Sam e Lauro a cena a casa sua, dicendo di voler preparare il timballo di maccheroni alla cambogiana. A quel punto Marrabbio, per non essere da meno, le promette di portare della ratatouille preparata da lui. Alla fine però sia Licia sia Marrabbio finiscono col bruciare il cibo che stavano cucinando, perciò, all'ultimo momento, decidono di andare in rosticceria a comprare, in sostituzione, della carne impanata.
- Canzoni: Solo sono io, Se penso a te.

## Tutti al lago
- Prima TV: 21 ottobre 1987

Jack telefona ai Bee Hive annunciando che il giorno successivo partiranno per una tournée al lago. Tutti sono felici per questa notizia, e Licia decide perciò di invitare anche suo padre. Marrabbio sarebbe molto felice di partire con loro, dato che spera di poter restare da solo con Mary, stavolta senza avere Vilfredo tra i piedi. Nonostante ciò è indeciso se andare o no, per via del Mambo. L'unica soluzione sarebbe lasciare che a occuparsi del locale siano Lauro e Nonno Sam ma, reduce da quanto successo la volta precedente, è piuttosto titubante nel lasciare a loro il compito.
- Canzoni: Nel tuo sorriso, Un sogno aspetta noi.

## Chi non nuota si spezza
- Prima TV: 23 ottobre 1987

Marrabbio ha deciso di non andare al lago, poiché non si fida di Nonno Sam e Lauro. Intanto Jack è preoccupato in quanto, non sapendo nuotare, teme di venire deriso dagli altri. Decide allora, poco prima di partire, di gonfiare una piscina in sala prove e, senza farsi vedere, esercitarsi a nuotare. Tuttavia vede che Mary sta arrivando e, per non farsi vedere, tenta di nascondersi, finendo per inciampare rompendosi la gamba sinistra, che gli viene perciò ingessata. Impossibilitato a partire per il lago, chiede a Marrabbio di prendere il suo posto come manager, promettendogli di occuparsi lui del Mambo, assieme a Lauro e Nonno Sam. Alla fine il padre di Licia accetta, pur essendo preoccupato per il locale.
- Canzoni: Tante piccole cose fanno grande l'amore, Amore mio.

## Un manager per tutti
- Prima TV: 26 ottobre 1987

I ragazzi arrivano al lago, e Marrabbio risulta avere un comportamento molto severo ma, nonostante ciò, durante un suo momento di distrazione, tutti se ne vanno via, lasciandolo solo con Mary. Dopo svariate ricerche, scoprirà che sono in realtà andati in discoteca, luogo che lui aveva escluso a prescindere ritenendo che non avessero per niente voglia di lavorare. Pure Jack, nel mentre, si comporta molto severamente con Nonno Sam e Lauro al Mambo, riempiendoli di lavoro. Finirà poi però con il preparare delle polpette pessime, che non piacciono ai clienti, preoccupandosi per cosa dirà Marrabbio quando lo scoprirà. Quando, più tardi, i due si telefonano, fingono comunque che stia andando tutto bene.
- Canzoni: Scende la sera, Quando arrivi tu.

## Guai in vista
- Prima TV: 28 ottobre 1987

Al Mambo la situazione non procede per il meglio, infatti Jack, Nonno Sam e Lauro finiscono per rompere parecchi piatti nel tentativo di spostare il bancone del locale. Intanto al lago tutti sembrano felici, tranne Marrabbio che, per via delle sue incombenze da manager, non riesce a passare del tempo in tranquillità con Mary, perciò, quando viene a sapere da quest'ultima che sarebbe disposta a interrompere il lavoro per andare a cavallo, Marrabbio si reca in un maneggio lì vicino per tentare di cavalcarne uno, finendo però col cadere in continuazione.
- Canzoni: Solo sono io, Se penso a te.

## Mamma che disastro!
- Prima TV: 30 ottobre 1987

Jack, Nonno Sam e Lauro, per risolvere il problema dei piatti rotti, decidono di incollare i pezzi e sistemarli, sperando che Marrabbio non se ne accorga, ma l'impresa risulta essere più difficile del previsto, e perciò i tre ci rinunciano. Intanto al lago qualcuno ruba a Marrabbio degli spartiti dei Bee Hive assieme ad alcuni soldi, perciò tutti vanno a cercare il ladro, che poi si scoprirà essere semplicemente un cane. Quella sera i Bee Hive si esibiscono in un concerto, che risulta essere il primo al quale partecipa Licia.
- Canzoni: La poesia sei tu.

## Scivolando scivolando
- Prima TV: 2 novembre 1987

Jack decide di ordinare dei piatti nuovi identici a quelli vecchi, così che Marrabbio non si accorgesse del fatto che i suddetti sono andati distrutti ma, dopo che il fattorino li ha portati al Mambo, Nonno Sam li fa cadere, rompendoli. Intanto al lago, i Bee Hive decidono di andare in piscina scendendo da uno scivolo. Anche Marrabbio decide di andarci per fare colpo su Mary, finendo però solo col fare l'ennesima figuraccia.
- Canzoni: Scende la sera, Amore mio.

## Quel campione di Marrabbio
- Prima TV: 4 novembre 1987

Jack, Nonno Sam e Lauro hanno speso sin troppi soldi per comprare i piatti nuovi, che hanno sempre finito col venire distrutti, perciò decidono di starsene fermi seduti a un tavolo, così da non causare ulteriori problemi, ma, nonostante ciò, riusciranno ugualmente a distruggere anche dei piatti nuovi che si erano fatti portare da poco. Intanto Marrabbio è triste per la figuraccia fatta sullo scivolo, così Licia, assieme a Mirko, decide di far fare a suo padre un'esibizione di sci nautico, utilizzando in realtà un esperto ma spacciandolo per lui, così da fargli bella figura agli occhi degli altri. Inizialmente ciò sembra funzionare, ma dopo un po' Mary si rende conto dell'inganno.
- Canzoni: Solo sono io, Se penso a te.

## Le rovine del Mambo
- Prima TV: 6 novembre 1987

Le vacanze al lago sono finite e Jack, Nonno Sam e Lauro hanno comprato dei piatti nuovi, che mettono al posto di quelli vecchi per far finta che non sia successo niente. Quando Marrabbio torna vede perciò il locale in ordine, ma solo per poco tempo, dato che una mensola e il bancone del Mambo (che erano stati "riparati" da Jack) cedono, facendo cadere tutti i piatti. A quel punto Marrabbio ne ordina di nuovi e il fattorino che li porta (lo stesso che li aveva portati le volte precedenti) rivela che si tratta della quarta volta che viene lì, facendo capire a Marrabbio che i piatti erano già stati rotti diverse volte. Intanto Jack finisce per rompere degli oggetti anche in sala prove, tanto da credere che Nonno Sam e Lauro l'abbiano, in qualche modo, contagiato.
- Canzoni: Scende la sera, Se penso a te.

## Lontana dagli occhi vicina al mio cuore
- Prima TV: 9 novembre 1987

Negli ultimi tempi Paul è perennemente assorto nei suoi pensieri e non sembra badare a niente e a nessuno. Mike e Jim scoprono che il motivo di tutto ciò è che si è innamorato di una ragazza che hanno incontrato al lago nei giorni precedenti. I due vorrebbero aiutarlo, ma rintracciarla sembra impossibile. Intanto Marrabbio tenta di spaventare Nonno Sam e Lauro travestendosi da leone dopo che questi lo hanno preso in giro per la sua fifa.
- Canzoni: Love You Are My Love, Amore mio (per radio), La poesia sei tu.

## A scuola!
- Prima TV: 11 novembre 1987

È il primo giorno di scuola di Andrea, che finalmente va alle elementari. In classe con lui ci sono anche Elisa e Grinta, così i tre avranno modo di conoscere la loro maestra. Intanto, per aiutare Paul, Mike chiede a Licia di cercare la ragazza di cui si è innamorato e lei accetta, ma l'impresa si rivela ardua dato che l'unico indizio che ha è una sua foto che le ha scattato Paul al lago. Alla fine però riesce finalmente a trovare la ragazza, di nome Anna, e così riesce a farle incontrare di nuovo il chitarrista.
- Canzoni: Tante piccole cose fanno grande l'amore, Se penso a te.

## Una cena per Anna
- Prima TV: 13 novembre 1987

Paul ha un appuntamento con Anna, ma non sa dove portarla. Alla fine decide di farla venire a cena a casa sua, dopo averla, però, riarredata. Parla dunque con lei per capire quali siano i suoi gusti, e tenta poi di arredare la casa secondo i suddetti. Tuttavia Licia, a cui Paul ha chiesto consigli, gli dice che è meglio rifare tutto da capo, e pensa quindi lei a sistemare la casa, così da renderla adatta ad Anna. Licia, spinta da Mirko e Andrea, decide di preparare per cena le fettine panate. Intanto Nonno Sam e Lauro tentano di rendere Marrabbio meno fifone con una seduta spiritica.
- Canzoni: Amore mio, Solo sono io.

## Poveri musicisti e... poveri bugiardi!
- Prima TV: 16 novembre 1987

La cena di Paul e Anna procede bene, ma quest'ultima gli fa sapere che potrebbero non incontrarsi più dato che suo padre, essendo un banchiere, vuole che lei frequenti solo uomini dell'alta finanza. Paul, per poter stare ancora con lei, le dice di possedere un'azienda, al che Anna pensa che il problema sia risolto. Paul è invece parecchio nervoso, e decide di chiedere consiglio a Licia, che le dice che l'unica cosa da fare è parlare col padre di Anna fingendosi un direttore aziendale. Paul si preoccupa ancora di più quando scopre che il suddetto odia i bugiardi e i musicisti, ma decide di andare da lui ugualmente. Ha così un colloquio col padre di Anna, il signor Bum, e in tal frangente Paul dice di possedere un'azienda chiamata Mambo Enterprises Company, che ha occupazioni un po' in tutti i settori. Proprio in quel momento però arriva da loro una segretaria, che risulta essere un'appassionata dei Bee Hive e che, dopo aver riconosciuto il chitarrista, rivela la sua vera identità. Paul smentisce quanto detto dalla donna, ma il padre di Anna, ormai sospettoso, dice di voler vedere l'azienda di Paul il giorno successivo, per essere sicuro che non lo stia ingannando. Paul è disperato, ma Licia ha un piano: trasformare il Mambo nella sede della Mambo Enterprises Company.
- Canzoni: Se penso a te.

## Mambo International
- Prima TV: 18 novembre 1987

Volendo seguire il piano di Licia, il Mambo viene completamente risistemato in modo da farlo diventare simile agli ipotetici uffici della Mambo Enterprises Company, i Bee Hive (escluso, ovviamente, Paul), Jack, Mary, Licia e Marrabbio fingono di essere dei dipendenti della ditta e Nonno Sam e Lauro fingono di essere dei clienti esteri. Grazie a tutto ciò, il signor Bum si fa inizialmente un'ottima impressione di Paul. Tuttavia, il padre di Anna finirà più volte per essere sul punto di scoprire la verità ma, grazie all'astuzia di Licia, finirà in ogni caso per credere alla bugia di Paul. Per questo gli dà quindi il permesso di continuare a frequentare sua figlia.
- Canzoni: Se penso a te (registrazione), Love You Are My Love (per radio).

## Magia al Mambo
- Prima TV: 20 novembre 1987

Paul è felicissimo perché ora crede di poter stare con Anna tutto il tempo che vuole, ma si deve ricredere in quanto scopre che ora il signor Bum ha cambiato idea e vuole che sua figlia frequenti un tennista perché, a detta sua "guadagna molto e lavora poco". Intanto Marrabbio compra quello che viene pubblicizzato come "filtro d'amore", con l'intenzione di farlo bere a Mary così che s'innamori di lui. Tuttavia Lauro e Nonno Sam si travestono da streghe e gliene danno un altro, dicendogli che però per fare effetto bisogna che lui dica sempre di sì ogni qual volta qualcuno gli chieda se crede nei filtri d'amore, cosa che sarà fonte di scherzi da parte dei due. Alla fine tuttavia il filtro si rivelerà essere vero, dato che fa effetto quando poi Mary lo beve, innamorandosi però di Giuliano. Successivamente anche Lauro e Nonno Sam lo berranno, e finiranno per provare attrazione per Marrabbio.
- Canzoni: Love You Are My Love, Quando arrivi tu.

## Un campione di nome Paul
- Prima TV: 23 novembre 1987

Paul finge di essere un tennista famoso per farsi accettare dal signor Bum, ma le cose non vanno per il meglio, dato che quest'ultimo si rende facilmente conto del fatto che Paul sia un tipo sospetto. Intanto Andrea, andando a scuola, trova un cane e, vedendolo da solo, decide di portarlo con sé. Dato che deve andare a scuola lo lascia al Mambo, dove Marrabbio, Nonno Sam e Lauro se ne affezionano particolarmente. Dopo essere tornato a casa da scuola col cane, Andrea chiede a Licia e Mirko di poterlo tenere e loro, pur essendo inizialmente titubanti, accettano. Andrea è molto felice per questo, ma la felicità durerà poco dato che, passeggiando, incontra un bambino che scopre essere il vero padrone del cane, che gli restituisce.
- Canzoni: Tante piccole cose fanno grande l'amore, La poesia sei tu.

## Attenta Marika!
- Prima TV: 25 novembre 1987

Licia e Mirko, per rendere felice Andrea, gli regalano un cane pupazzo, cosa che lo rende molto contento. Paul chiede poi a Licia come fare con Anna, e lei gli consiglia di dirle tutta la verità. Paul segue il consiglio, scatenando però l'ira della ragazza. Licia allora gli dice che forse l'unica soluzione è scriverle una lettera, così Paul resta sveglio fino a notte fonda per tentare di scrivergliene una. Intanto al Mambo si presenta Hildegard, che annuncia che starà lì per parecchio tempo, rendendo i suoi amici molto felici. Licia è tuttavia preoccupata: prima infatti ha litigato con Marika, che sosteneva di poter fare qualsiasi tipo di dispetto a Satomi per farlo ingelosire, e che alla fine lui sarebbe comunque rimasto innamorato di lei. Marika decide quindi di fare un grosso torto a Satomi: dopo essersi dato appuntamento a casa di quest'ultimo, lei non si presenta.
- Canzoni: Scende la sera, Amore mio.

## Bentornata Hildegard
- Prima TV: 27 novembre 1987

Marika, per far ingelosire Satomi, fa sì che Hildegard gli telefoni, fingendo di essere un uomo che cercava Marika per un appuntamento che aveva con lei. Più tardi Paul, per tentare di convincere Anna a frequentarlo di nuovo, fa venire con sé Satomi che, stando di spalle, finge di essere il signor Bum, mentre Hildegard parla al suo posto (sapendo imitare perfettamente la voce del padre di Anna) e, mentre Anna è lì, gli fa dire che le dà il permesso di frequentare Paul. Anna però li smaschera subito, essendo stata accompagnata dal padre, che infatti si presenta subito dopo. Per peggiorare ulteriormente la situazione, Marika compare poco dopo accompagnata da uomo, che ha fatto venire con sé con una scusa, e dice a Satomi che lui è un suo grandissimo amico di cui non riesce fare a meno, lasciando intendere che avesse una relazione con lui. Satomi, furioso, decide così di punto in bianco di lasciare Marika e, ancora alterato, se ne va via. Marika, che non si aspettava una reazione del genere, lo insegue disperata.
- Canzoni: Solo sono io, Se penso a te.

## Marrabbio e Ballini - Lontani e vicini
- Prima TV: 30 novembre 1987

Marika, resasi conto dell'errore da lei commesso, tenta più volte di parlare con Satomi per chiarire la questione, ma lui si rifiuta sempre. Intanto Marrabbio si ritrova con un sacco di multe da pagare per rumori molesti che le sono state affibbiate da Ballini, vigile assai scorbutico. Marrabbio decide di vendicarsi inserendo svariati allarmi al Mambo e facendoli suonare più volte premendo un pulsante nascosto per pochi secondi per poi fare finta di niente subito dopo, così che quando arrivi il vigile Ballini, il suddetto non abbia prove per dichiarare che sia lui il colpevole. Alla fine però Marrabbio viene scoperto, e il vigile Ballini lo multa nuovamente.
- Canzoni: Nel tuo sorriso, Amore mio.

## Marrabbio ritenta
- Prima TV: 2 dicembre 1987

Per riuscire a conquistare il cuore di Mary, Marrabbio decide di diventare un regista e di scrivere una sceneggiatura teatrale. Intanto Marika tenta ancora di riconquistare Satomi, ma invano. Nel frattempo anche Hildegard è parecchio giù di morale, in quanto, dopo aver sentito un commento di Mike a suo proposito, comincia a credere di essere fisicamente troppo brutta. Sarà quindi Licia a consolarla.
- Canzoni: Love You Are My Love, Un sogno aspetta noi.

## Un anatroccolo di nome Hildegard
- Prima TV: 4 dicembre 1987

Hildegard è parecchio sconfortata da quello che ha sentito dire da Mike, anche perché in realtà lei sembra provare attrazione per lui e vorrebbe attirare la sua attenzione. Per questo, Licia le spiega alcuni metodi per risultare più gentile agli occhi altrui, ma Mike continua a non badare a lei. Intanto Marika tenta in tutti i modi di riconquistare Satomi, senza però alcun esito positivo. Marrabbio nel frattempo legge a Mary i testi da lui composti, ma anche lui non ha successo, perciò finge che siano in realtà stati scritti da un suo amico.
- Canzoni: Scende la sera, Quando arrivi tu.

## Una pace non fatta
- Prima TV: 7 dicembre 1987

Marrabbio scrive una commedia teatrale intitolata Arsenico e vecchie polpette, dove gli attori sono lui stesso (nella parte del protagonista), Nonno Sam e Lauro, ma gli ultimi due, oltre a non apprezzare le parti a loro assegnate, recitano parecchio male. Intanto Licia continua a insegnare a Hildegard come fare per apparire più carina, e riesce inoltre a far sì che Mike, Jim e Paul l'accompagnino a casa, senza però avere esito positivo. Dopo le prove Mirko parla a Satomi, volendo provare a ricongiungerlo con Marika, ma si rende conto che il suo amico sembra deciso a non volerne più sapere di lei. Tuttavia, nel parlargli, Mirko crede che lui gli stia nascondendo qualcosa.
- Canzoni: Tante piccole cose fanno grande l'amore, Un sogno aspetta noi.

## Che spettacolo!
- Prima TV: 9 dicembre 1987

Marika, per poter stare vicino a Satomi, decide di rimanere in sala prove come assistente di Jack e Mary, facendo irritare il tastierista. Nel frattempo, all'asilo, Andrea, Elisa e Grinta partecipano a una gara di disegno, che riescono a vincere. Più tardi, sempre in sala prove, Licia invita tutti quanti alla prima dello spettacolo teatrale di Marrabbio, che si terrà il giorno successivo.
- Canzoni: Love You Are My Love, La poesia sei tu, Amore mio.

## Qual'è la mia parte?
- Prima TV: 11 dicembre 1987

È arrivato il giorno della rappresentazione teatrale, ma Marrabbio sbatte la testa e perde la memoria. Per ovviare a ciò, Licia decide di suggerirgli le battute da dietro le quinte, ma lui le ripete sempre sbagliate, e non è nemmeno in grado di seguire bene i movimenti prestabiliti dal copione. Questo dà il via a un involontario effetto comico che viene gradito dal pubblico, che finisce per apprezzare molto lo spettacolo. Marika tuttavia non gioisce per niente, dato che Satomi si è presentato assieme a un'altra ragazza, Monica, mentre Hildegard, che si è fatta truccare da Licia per apparire più bella, non riesce in ogni caso ad attirare l'attenzione di Mike, mentre fa involontariamente colpo sia su Jim sia su Paul.
- Canzoni: Nel tuo sorriso, Se penso a te.
- Nota: il titolo dell'episodio contiene un errore ortografico in quanto "qual è" si scriverebbe senza apostrofo.

## Marrabbio si dichiara
- Prima TV: 14 dicembre 1987

Marrabbio decide di andare in sala prove a dichiarare una volta per tutte il suo amore a Mary. Dopo averlo fatto, però, la suddetta sembra aver interpretato il suo lungo discorso come un monologo facente parte di un suo nuovo spettacolo teatrale. Marrabbio torna quindi al Mambo molto dispiaciuto, per trovare Nonno Sam, Lauro e il vigile Ballini che, per un malinteso, continuano a grattarsi e a starnutire per aver sparpagliato della polvere che serviva per fare degli scherzi. Più tardi, per peggiorare la situazione, Marrabbio finisce con il rompere inavvertitamente delle fialette di gas esilarante.
- Canzoni: Love You Are My Love, Un sogno aspetta noi.

## Mary chi ti ama?
- Prima TV: 16 dicembre 1987

Mary continua a credere che la dichiarazione di Marrabbio fosse una recita, mentre Jack sospetta che invece fosse vera, e risulta abbastanza scosso da ciò. Decide quindi di andare al Mambo per parlarne con Marrabbio, e lì si scopre che Jack in realtà è geloso, e questo perché lui non ha nessuna donna da amare. Dato che anche Marrabbio, Nonno Sam e Lauro si trovano nella sua stessa situazione, i quattro cominciano a commiserarsi.
- Canzoni: Scende la sera, Quando arrivi tu.

## Vendetta, tremenda vendetta
- Prima TV: 18 dicembre 1987

Marika decide di "vendicarsi" dando a Monica un miscuglio di materiali da lavoro come colla e vernice spacciandolo per uno shampoo, così che il suddetto dia risultati disastrosi ai suoi capelli, di cui lei va tanto fiera essendo, da quel che dice lei, "biondi naturali". Alla fine però saranno Marrabbio, Nonno Sam e Lauro a usarlo, avendo quindi spiacevoli conseguenze. Intanto Hildegard ha l'occasione di rimanere da sola con Mike e gli chiede di insegnarle a suonare la batteria. Lui, piacevolmente sorpreso da questa richiesta, comincia a spiegarle come si fa e, nel periodo passato insieme, sembra che Hildegard sia riuscita a fare colpo su di lui.
- Canzoni: La poesia sei tu (registrazione), Un sogno aspetta noi.

## Una freccia nel cuore di Mike
- Prima TV: 21 dicembre 1987

Dopo l'accaduto, Mike si è finalmente innamorato di Hildegard, ma i due, per vari motivi, non riescono a rivelare all'altro i propri sentimenti. In un caso ci sono quasi riusciti, venendo però interrotte da Monica. Di conseguenza la suddetta si guadagna l'odio di Mike, e in seguito anche di Jack, dato che, per colpa sua, quella che il suddetto ha considerato come la migliore esecuzione della canzone Se penso a te non viene registrata.
- Canzoni: Nel tuo sorriso, Se penso a te.

## Che capricci, Marrabbio!
- Prima TV: 23 dicembre 1987

Licia consiglia a Marika di non farsi minimamente vedere per un giorno, e nel frattempo provoca Satomi facendogli volontariamente sentire una discussione tra lei e Hildegard nel quale parlano del fatto che negli ultimi tempi Marika continui ad andare a fare festa con altri uomini. Il giorno stesso, grazie a Licia, Mike e Hildegard riescono finalmente a esternare l'un l'altra i propri sentimenti. Intanto però Marrabbio è particolarmente triste poiché il Natale si sta avvicinando, e per la prima volta dopo tanto tempo dovrà passarlo senza avere Licia a casa sua. La figlia decide quindi di consolarlo, rassicurandolo del fatto che potranno comunque passare le feste insieme.
- Canzoni: Solo sono io, Amore mio.

## Buon Natale!
- Prima TV: 25 dicembre 1987

È giunto il Natale, e Satomi si rende definitivamente conto di essere ancora innamorato di Marika, così, dopo averla incontrata, i due si riappacificano. Tutti i personaggi portano al Mambo i regali da consegnare ai loro amici, dato che è lì che si terranno i festeggiamenti, e Marrabbio, Lauro e Nonno Sam decidono di fare una sorpresa a tutti portando i regali dentro al locale dentro a dei sacchi mentre sono travestiti da Babbo Natale. Tuttavia un uomo che stava trasportando dei sacchi di carbone raccoglie erroneamente quelli coi regali, portandoli via. Fortunatamente, il suddetto, resosi conto del suo errore, porta indietro i regali appena in tempo.
- Canzoni: Se penso a te, La poesia sei tu.

- Nota: il fatto di far finire la serie con un episodio a tema natalizio è una caratteristica condivisa con Love Me Licia, dato che anche in quel caso l'ultimo episodio era ambientato a Natale. Curiosamente i due episodi hanno lo stesso titolo.